# Verdun pri Uršnih selih
Verdun pri Uršnih selih je naselje u slovenskoj Općini Dolenjskim Topllicama. Verdun pri Uršnih selih se nalazi u pokrajini Dolenjskoj i statističkoj regiji Jugoistočnoj Sloveniji. 

## Stanovništvo
Prema popisu stanovništva iz 2002. godine naselje je imalo 48 stanovnika.